# 渡部芳造
渡部 芳造（わたなべ よしぞう、1861年5月27日（文久元年4月18日） - 1936年（昭和11年）3月7日）は、日本の政治家。衆議院議員（鳥取県第3区選出、当選2回）。

## 経歴
伯耆国会見郡渡村（現鳥取県境港市渡町）の豪商「灘渡部」の渡部茂八郎の一人息子として生まれる。同村の医師渡辺恭平について漢学を学び、次いで備中高梁の山田方谷の塾、米子教員伝習所等で修行を積んだ。
第1回衆議院議員総選挙で支援当選させた松南宏雅の後を継いで、30歳にして第2回衆議院議員総選挙に出馬当選、連続二期国会議員を務めた。中国鉄道創立発起人となった。

## 人物

### 門脇重雄と渡部芳造
一方、1892年（明治25年）の第2回総選挙で現職の門脇重雄を破って当選した渡部芳造（渡村） は吏党系で、以後2人は選挙の度に争い議席を分け合った。第3回総選挙では門脇は機関紙「米子毎日新聞」まで出して雪辱を期したが、再び渡部に敗れた。渡部の勝因は、綿花の輸入関税撤廃に反対する弓浜の有権者がこぞって渡部を推したため、と伝えられている。
1902年（明治35年）からは鳥取市を除く全県郡部が一選挙区となり、立憲政友会対帝国党の時代を迎えた。門脇も政友会から立ったが、落選した。